# Вокач, Симеон
Симеон Вокач из Хише (чеш. Simeon Vokáč z Chýš; 1580, Хише, Чешское королевство — 21 июня 1621, Прага, Чешское королевство) — пражский мещанин, член городского совета Нове-Места. Примкнул к антигабсбургскому восстанию 1618 года, после поражения был приговорён к смерти за измену, оскорбление величества и казнён на Староместской площади вместе с 26 своими товарищами. Известно, что на место казни Симеона Вокача сопровождал Адам Клеменс, настоятель церкви святого Вацлава. Поскольку очерёдность зависела от социального положения осуждённых (сначала паны, потом рыцари, потом мещане), Вокача обезглавили самым последним.
Имя Симеона Вокача выбито на мемориальной доске, которую установили на стене Староместской ратуши. О казни его и товарищей напоминают кресты на брусчатке на Староместской площади.